# Peshrat
Peshrat (persiska: پَشرِت, پشرت) är en ort i Iran.   Den ligger i provinsen Mazandaran, i den norra delen av landet, 220 km öster om huvudstaden Teheran. Peshrat ligger 1 491 meter över havet och antalet invånare är 184.
Terrängen runt Peshrat är huvudsakligen kuperad, men åt nordost är den bergig. Peshrat ligger nere i en dal.Runt Peshrat är det ganska tätbefolkat, med 78 invånare per kvadratkilometer. Närmaste större samhälle är Kord Mīr, 6,2 km väster om Peshrat. Omgivningarna runt Peshrat är i huvudsak ett öppet busklandskap.